# 潜江市博物馆
30°24′10″N 112°53′40″E / 30.40271°N 112.89442°E
潜江市博物馆，位于中华人民共和国湖北省潜江市章华大道24号，是潜江市最大的公立博物馆、三级博物馆。

## 沿革
1984年设立，隶属于潜江市文化局。1991年，馆舍落成，仿古民族建筑，面积2600平方米。馆藏历史文物1800余件，革命文物280件，有章华台遗址出土文物、东周青铜器，以及公元前535年楚灵王宫殿，还有李汉俊遗物、曹禺用过的物品等。2013年，博物馆被国家文物局评定为三级博物馆。